# Pałac w Jałowcu
Pałac w Jałowcu – zabytkowy pałac z 1828 we wsi Jałowiec (województwo dolnośląskie) w Polsce, w powiecie lubańskim, w gminie Lubań.

## Historia
Pałac został wzniesiony w 1828 na polecenie Conrada Lachmanna. Po 1945 roku był użytkowany przez miejscowy PGR jako wielorodzinny budynek mieszkalny. Obecnie jest remontowany nie zamieszkany.

## Architektura
Piętrowy pałac został wybudowany na planie prostokąta i kryty jest dachem czterospadowym. Od frontu posiada ryzalit z balkonem (bez balustrady) podtrzymywanym przez cztery kolumny doryckie, zwieńczony frontonem, w którym od lewej znajdują się płaskorzeźby: astrolabium, Hermesa, Demeter, kielicha z trzema kłosami i lampy oliwnej. Od strony ogrodu we frontonie znajduje się herb barona (Freiherren) Lachmann – Falkenau przedstawiający na lewym polu sokoła, zaś na polu prawym pszczelą barć. Herb, zwieńczony koroną baronowską, otaczają płaskorzeźby kobiet; po lewej trzymającej róg obfitości, po prawej książkę. Obiekt jest częścią zespołu pałacowego, w skład którego wchodzą jeszcze: park, ogród przy pałacu z 1818 r.; ogród z mauzoleum z 1870 r., w którym pochowany jest poległy na wojnie 23-letni Robert Karl Lachmann (†16.08.1870) oraz aleja lipowa z drugiej połowy XVIII w.

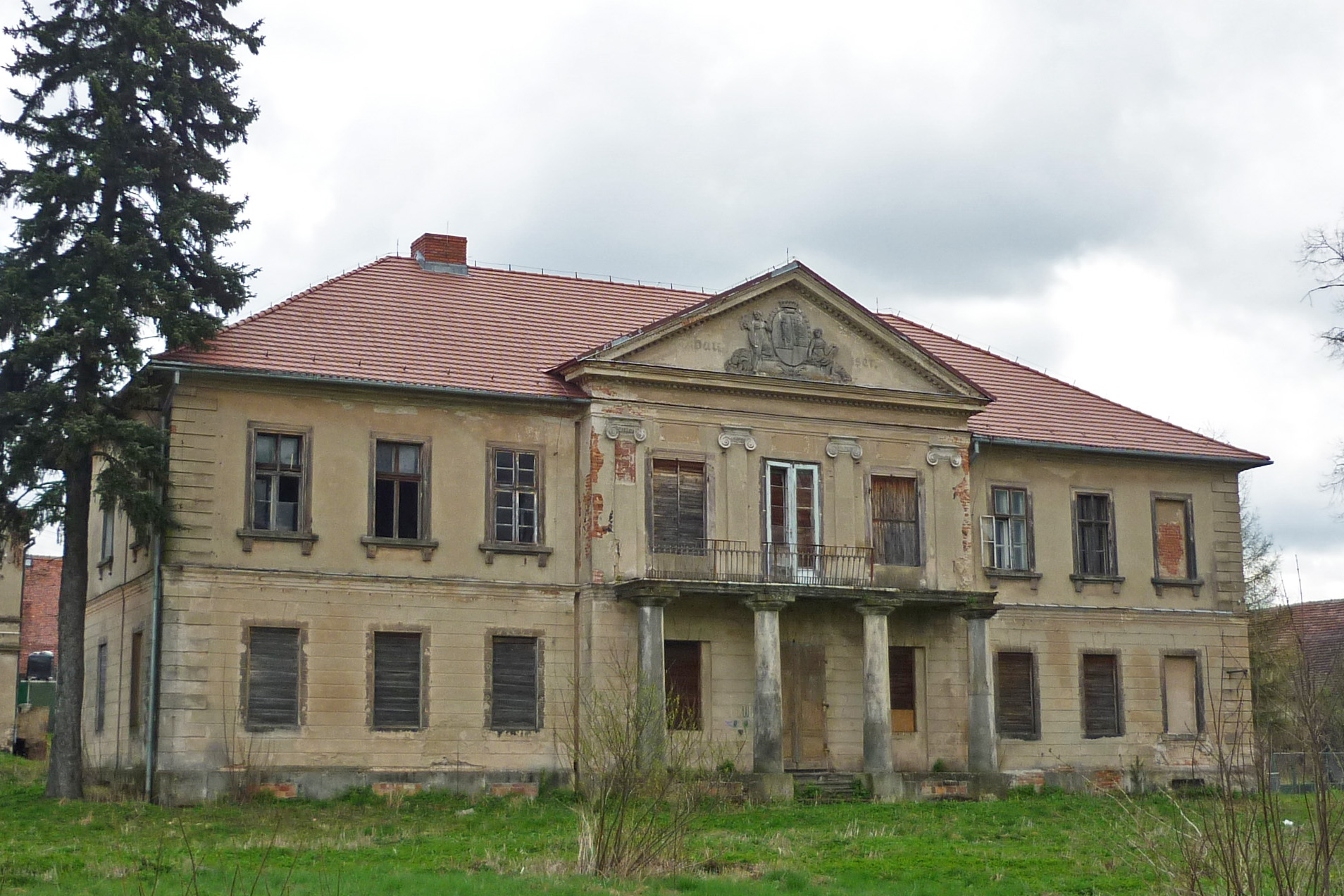
Fronton z herbem
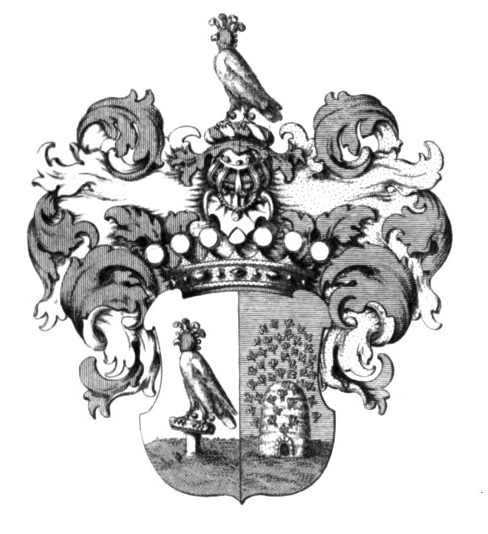
Herb von Lachmann-Falkenau
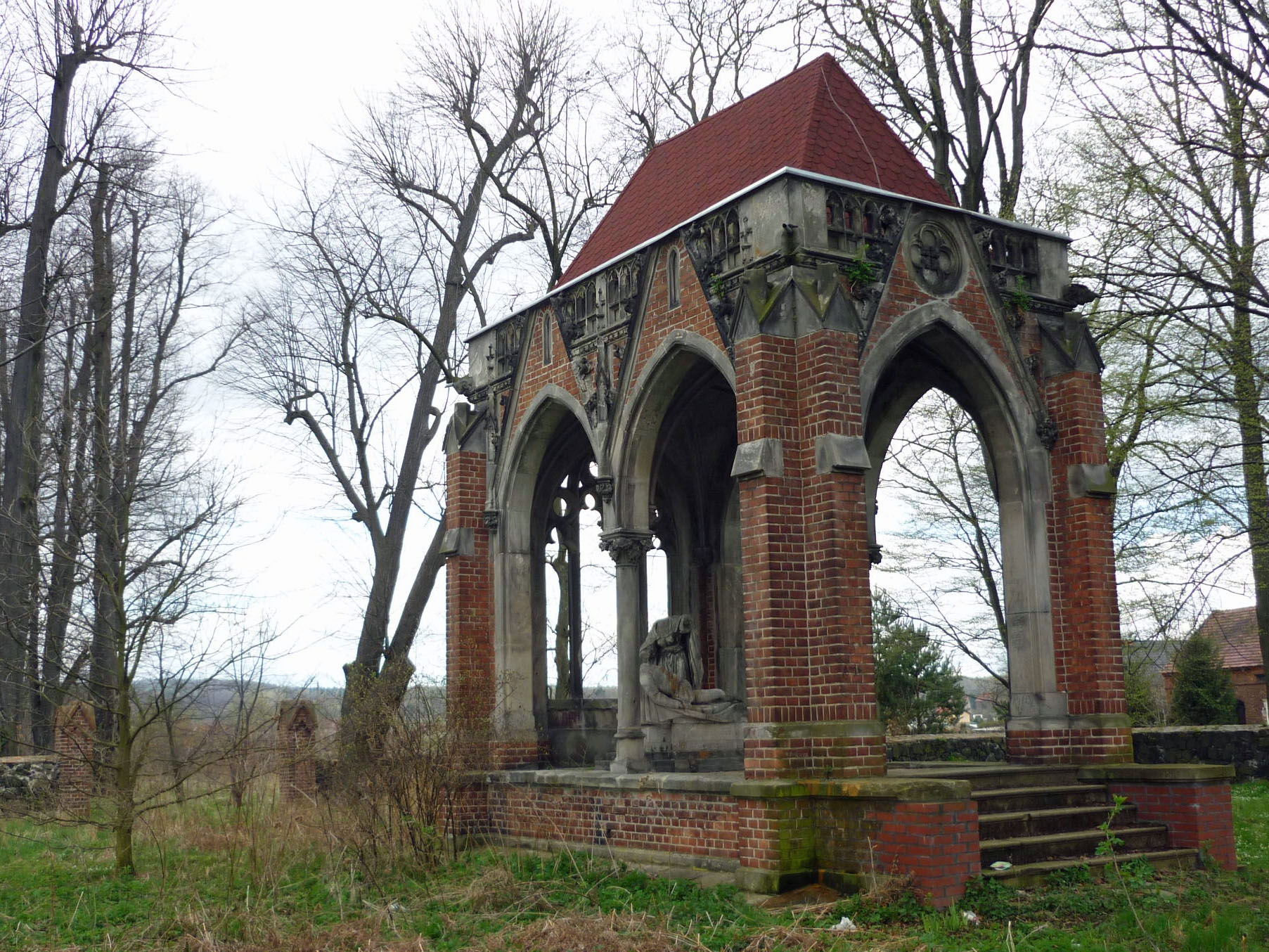
Mauzoleum w Jałowcu